# Joe Jordan
Joseph "Joe" Jordan, född 15 december 1951 i Cleland i Skottland, är en skotsk före detta professionell fotbollsspelare och manager. 
Jordan var framgångsrik centerforward i Leeds United under senare delen av lagets storhetstid under 1970-talet som dessutom spelade i Manchester United och AC Milan, totalt spelade han 456 ligamatcher och gjorde 106 mål mellan 1968 och 1988. Han var känd som en stark, orädd och nickstark spelare som aldrig gav upp.
Han spelade i skotska landslaget 52 gånger och gjorde 11 mål. Han är den enda skotske fotbollsspelare som gjort mål i tre världsmästerskap, 1974, 1978 och 1982.
Just nu är Jordan assisterande tränare till Harry Redknapp i Queens Park Rangers.

## Matchstatistik som spelare
| Klubbstatistik     | Klubbstatistik     | Klubbstatistik     | Liga    | Liga | Cup          | Cup          | Ligacup | Ligacup | Kontinentalt | Kontinentalt | Totalt  | Totalt |
| Säsong             | Klubb              | Liga               | Matcher | Mål  | Matcher      | Mål          | Matcher | Mål     | Matcher      | Mål          | Matcher | Mål    |
| England            | England            | England            | Liga    | Liga | FA-cupen     | FA-cupen     | Ligacup | Ligacup | Europa       | Europa       | Totalt  | Totalt |
| ------------------ | ------------------ | ------------------ | ------- | ---- | ------------ | ------------ | ------- | ------- | ------------ | ------------ | ------- | ------ |
| 1970-71            | Leeds United       | Första Divisionen  | 1       | 0    | 0            | 0            | 0       | 0       | 2            | 0            | 2       | 0      |
| 1971–72            | Leeds United       | Första Divisionen  | 12      | 0    | 2            | 0            | 0       | 0       | 0            | 0            | 14      | 0      |
| 1972–73            | Leeds United       | Första Divisionen  | 26      | 9    | 1            | 0            | 2       | 0       | 7            | 3            | 34      | 12     |
| 1973-74            | Leeds United       | Första Divisionen  | 33      | 7    | 5            | 2            | 2       | 0       | 4            | 0            | 44      | 9      |
| 1974–75            | Leeds United       | Första Divisionen  | 29      | 4    | 6            | 0            | 4       | 0       | 9            | 2            | 48      | 6      |
| 1975–76            | Leeds United       | Första Divisionen  | 17      | 2    | 0            | 0            | 0       | 0       | 0            | 0            | 17      | 2      |
| 1976–77            | Leeds United       | Första Divisionen  | 32      | 10   | 5            | 2            | 1       | 0       | 0            | 0            | 38      | 12     |
| 1977–78            | Leeds United       | Första Divisionen  | 20      | 3    | 0            | 0            | 3       | 3       | 0            | 0            | 23      | 6      |
|                    | Total              | Total              | 170     | 35   | 19           | 4            | 12      | 3       | 22           | 5            | 223     | 47     |
| 1977-78            | Manchester United  | Första Divisionen  | 14      | 3    | 2            | 0            | 0       | 0       | 0            | 0            | 16      | 3      |
| 1978–79            | Manchester United  | Första Divisionen  | 30      | 6    | 5            | 2            | 2       | 2       | 0            | 0            | 37      | 10     |
| 1979–80            | Manchester United  | Första Divisionen  | 32      | 13   | 2            | 0            | 2       | 0       | 0            | 0            | 36      | 13     |
| 1980–81            | Manchester United  | Första Divisionen  | 33      | 15   | 3            | 0            | 0       | 0       | 1            | 0            | 37      | 15     |
|                    | Total              | Total              | 109     | 37   | 12           | 2            | 4       | 2       | 1            | 0            | 126     | 41     |
| Italien            | Italien            | Italien            | Liga    | Liga | Coppa Italia | Coppa Italia | Ligacup | Ligacup | Europa       | Europa       | Totalt  | Totalt |
| 1981–82            | Milan              | Serie A            | 22      | 2    | 0            | 0            | 0       | 0       | 0            | 0            | 22      | 2      |
| 1982–83            | Milan              | Serie B            | 30      | 10   | 0            | 0            | 0       | 0       | 0            | 0            | 30      | 10     |
|                    | Total              | Total              | 52      | 12   | 0            | 0            | 0       | 0       | 0            | 0            | 52      | 12     |
| 1983–84            | Hellas Verona      | Serie A            | 12      | 1    | 0            | 0            | 0       | 0       | 0            | 0            | 12      | 1      |
|                    | Total              | Total              | 12      | 1    | 0            | 0            | 0       | 0       | 0            | 0            | 12      | 1      |
| England            | England            | England            | Liga    | Liga | FA-cupen     | FA-cupen     | Ligacup | Ligacup | Europa       | Europa       | Totalt  | Totalt |
| 1984–85            | Southampton        | Första Divisionen  | 34      | 12   | 3            | 2            | 7       | 2       | 1            | 0            | 45      | 16     |
| 1985–86            | Southampton        | Första Divisionen  | 12      | 0    | 0            | 0            | 2       | 0       | 2            | 0            | 16      | 0      |
| 1986–87            | Southampton        | Första Divisionen  | 2       | 0    | 0            | 0            | 1       | 1       | 1            | 0            | 4       | 1      |
|                    | Total              | Total              | 48      | 12   | 3            | 2            | 10      | 3       | 4            | 0            | 65      | 17     |
| 1986–87            | Bristol City       | Tredje Divisionen  | 19      | 3    | 0            | 0            | 0       | 0       | 5            | 4            | 24      | 7      |
| 1987–88            | Bristol City       | Tredje Divisionen  | 28      | 4    | 1            | 0            | 2       | 0       | 6            | 0            | 37      | 4      |
| 1988–89            | Bristol City       | Tredje Divisionen  | 9       | 1    | 0            | 0            | 6       | 0       | 0            | 0            | 15      | 1      |
| 1989–90            | Bristol City       | Tredje Divisionen  | 1       | 0    | 0            | 0            | 0       | 0       | 0            | 0            | 1       | 0      |
|                    | Total              | Total              | 57      | 8    | 1            | 0            | 8       | 0       | 11           | 4            | 77      | 12     |
| Totalt             | England            | England            | 384     | 92   | 35           | 8            | 34      | 8       | 38           | 9            | 491     | 117    |
| Totalt             | Italien            | Italien            | 64      | 13   | 0            | 0            | 0       | 0       | 0            | 0            | 64      | 13     |
| Totalt i karriären | Totalt i karriären | Totalt i karriären | 448     | 105  | 35           | 8            | 34      | 8       | 38           | 9            | 555     | 130    |

Källa: September 2009